# Stone County (Missouri)
Das Stone County ist ein County im US-amerikanischen Bundesstaat Missouri. Im Jahr 2020 hatte das County 31.076 Einwohner und eine Bevölkerungsdichte von 25,9 Einwohnern pro Quadratkilometer. Der Verwaltungssitz (County Seat) ist Galena.
Im Stone County liegt mit dem westlichen Teil des Ortes Branson ein bekanntes Touristenziel.

## Geografie

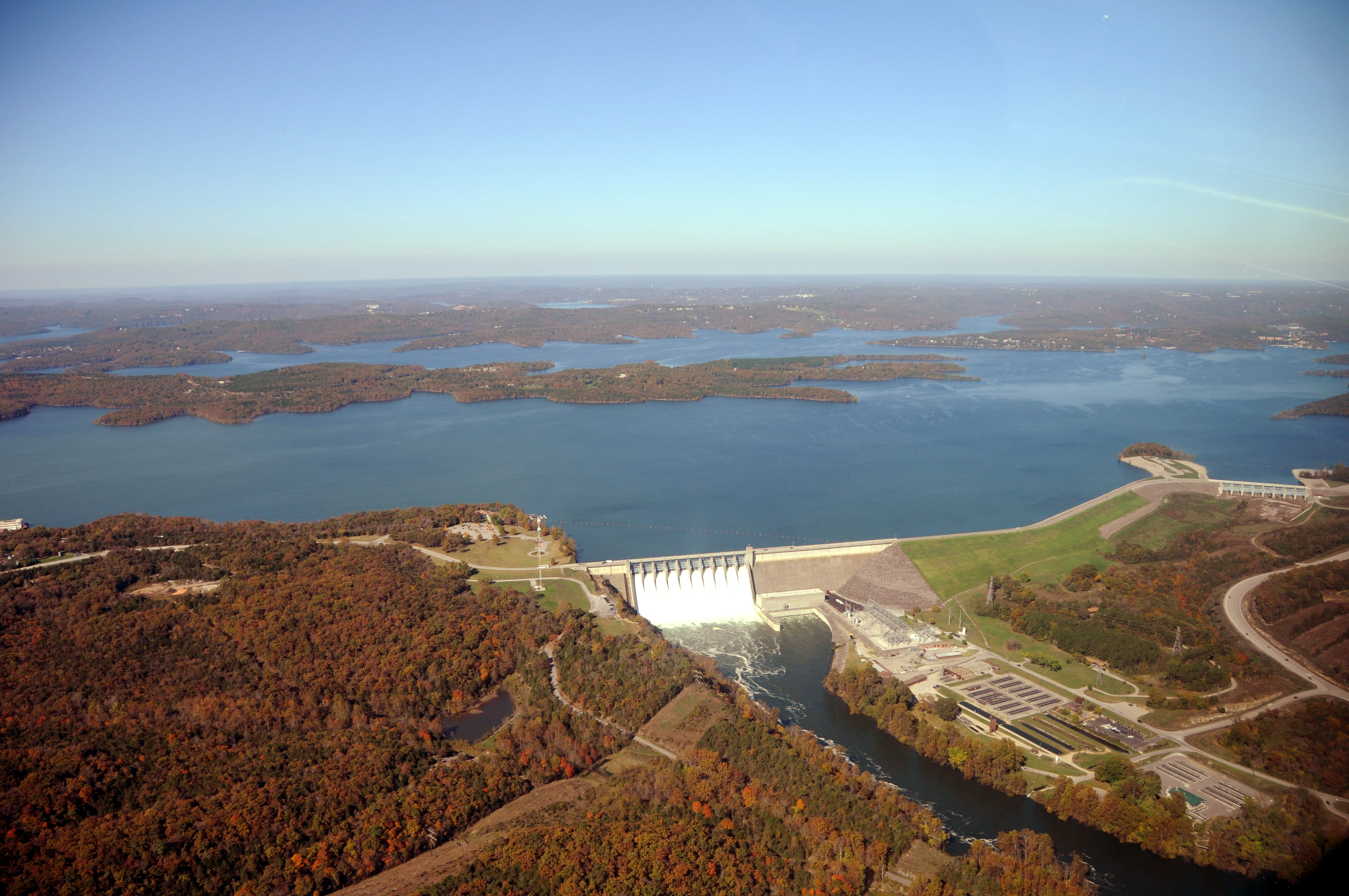
Table Rock Lake

Das County liegt im Südwesten von Missouri inmitten der Ozarks am zum Table Rock Lake aufgestauten White River. Es grenzt an im Süden an Arkansas und hat eine Fläche von 1323 Quadratkilometern, wovon 123 Quadratkilometer Wasserfläche sind. An das Stone County grenzen folgende Countys:
| Lawrence County | Christian County          |              |
| Barry County    |                           | Taney County |
|                 | Carroll County (Arkansas) |              |

## Geschichte
Das Stone County wurde 1851 aus ehemaligen Teilen des Greene und des Taney County gebildet. Benannt wurde es nach John W. Stone aus Tennessee, einem der ersten weißen Siedler in der Region.
Die erste von Weißen betriebene Besiedlung erfolgte 1806 durch Joseph Philibert, der in Begleitung von zwei Delaware-Indianern den White River aufwärts gekommen war.

## Demografische Daten
Nach der Volkszählung im Jahr 2010 lebten im Stone County 32.202 Menschen in 13.529 Haushalten. Die Bevölkerungsdichte betrug 26,8 Einwohner pro Quadratkilometer. In den 13.529 Haushalten lebten statistisch je 2,35 Personen.
Ethnisch betrachtet setzte sich die Bevölkerung zusammen aus 97,2 Prozent Weißen, 0,2 Prozent Afroamerikanern, 0,6 Prozent amerikanischen Ureinwohnern, 0,3 Prozent Asiaten sowie aus anderen ethnischen Gruppen; 1,4 Prozent stammten von zwei oder mehr Ethnien ab. Unabhängig von der ethnischen Zugehörigkeit waren 1,7 Prozent der Bevölkerung spanischer oder lateinamerikanischer Abstammung.
18,7 Prozent der Bevölkerung waren unter 18 Jahre alt, 56,9 Prozent waren zwischen 18 und 64 und 24,4 Prozent waren 65 Jahre oder älter. 50,7 Prozent der Bevölkerung war weiblich.

Das jährliche Durchschnittseinkommen eines Haushalts lag bei 41.351 USD. Das Prokopfeinkommen betrug 21.748 USD. 16,0 Prozent der Einwohner lebten unterhalb der Armutsgrenze.

## Ortschaften im Stone County
Citys
| - Branson1 - Branson West - Crane - Galena | - Hurley - Kimberling City - Reeds Spring |

Villages
- Blue Eye
- Coney Island
- Indian Point
- McCord Bend

Census-designated place (CDP)
- Shell Knob2

andere Unincorporated Communities
| - Abesville - Baxter - Bradfield - Browns Spring - Cape Fair | - Carr Lane - Crossroads - Jamesville - Elsey - Lakeview | - Lampe - Marvel Cave - Nauvoo - Ponce de Leon - Possum Trot | - Reeds Spring Junction - Stutts - Tauria - Union City - Viola2 |

1 – überwiegend im Taney County

2 – teilweise im Barry County

## Gliederung
Das Stone County ist in 21 Townships eingeteilt:
| Township              | Einwohner (2010) | FIPS     |
| --------------------- | ---------------- | -------- |
| Alpine Township       | 686              | 29-00892 |
| Cass Township         | 1445             | 29-11836 |
| Flat Creek A Township | 1590             | 29-24478 |
| Flat Creek B Township | 634              | 29-24482 |
| Grant Township        | 669              | 29-28558 |
| Hurley Township       | 1036             | 29-33940 |
| Lincoln Township      | 781              | 29-42878 |
| McKinley Township     | 482              | 29-45182 |
| Pierce Township       | 1954             | 29-57458 |
| Pine A Township       | 2109             | 29-57749 |
| Pine B Township       | 2086             | 29-57751 |

| Township               | Einwohner (2010) | FIPS     |
| ---------------------- | ---------------- | -------- |
| Ponce de Leon Township | 602              | 29-58988 |
| Ruth A Township        | 4227             | 29-63761 |
| Ruth B City Township   | 2400             | 29-63763 |
| Ruth B Rural Township  | 3268             | 29-63764 |
| Ruth C Township        | 3489             | 29-63766 |
| Ruth C Rural Township  | 528              | 29-63770 |
| Sunset Cove Township   | 705              | 29-71736 |
| Union Township         | 512              | 29-75004 |
| Washington Township    | 1792             | 29-77722 |
| Williams Township      | 79954            | 29-1207  |
|                        |                  |          |